# Smeaton House
Smeaton House, auch Smeaton Castle, heute Teil der Dalkeith Home Farm, ist die Ruine einer Niederungsburg etwa drei Kilometer nördlich von Dalkeith und 1,6 km südlich von Inveresk in der schottischen Council Area East Lothian. Die Hofburg stammt aus dem 15. Jahrhundert.

## Geschichte
1450 gehörten die Ländereien, auf denen Smeaton Castle steht, der Abtei von Dunfermline. Später fielen sie an die Familie Richardson. Die Gebäude der Burg sind heute Teil eines Bauernhofes.

## Architektur
Im Hof standen Rundtürme, von denen aber heute nur noch zwei erhalten sind. Ebenso gibt es noch eine Kurtine zwischen ihnen. Es handelt sich dabei um die beiden westlichen Türme. Einer der Türme ist nur noch in reduzierter Höhe erhalten, der andere hat noch vier Stockwerke und einen angebauten Treppenturm mit quadratischem Grundriss.
Auch ist noch eine Gebäudeflucht vorhanden, wenn auch stark verändert. Ihr Erdgeschoss hat eine Gewölbedecke.
Es gibt auch Spuren eines Burggrabens.